# Liste des planètes mineures (603001-604000)
Voici la liste des planètes mineures numérotées de 603001 à 604000. Les planètes mineures sont numérotées lorsque leur orbite est confirmée, ce qui peut parfois se produire longtemps après leur découverte. Elles sont classées ici par leur numéro.

## Planètes mineures 603001 à 604000
- (603001) 2014 UO203
- (603002) 2014 UG218
- (603003) 2014 UN242
- (603004) 2014 UW254
- (603005) 2014 UD256
- (603006) 2014 UK260
- (603007) 2014 UV260
- (603008) 2014 UD273
- (603009) 2014 VB3
- (603010) 2014 VQ16
- (603011) 2014 VM19
- (603012) 2014 VQ19
- (603013) 2014 VB32
- (603014) 2014 VL34
- (603015) 2014 VE36
- (603016) 2014 VK37
- (603017) 2014 VB42
- (603018) 2014 WD4
- (603019) 2014 WX14
- (603020) 2014 WE16
- (603021) Galyatető
- (603022) 2014 WY17
- (603023) 2014 WO19
- (603024) 2014 WS28
- (603025) 2014 WO44
- (603026) 2014 WF52
- (603027) 2014 WO58
- (603028) 2014 WM64
- (603029) 2014 WY68
- (603030) 2014 WV69
- (603031) 2014 WZ84
- (603032) 2014 WM86
- (603033) 2014 WS88
- (603034) 2014 WD95
- (603035) 2014 WT97
- (603036) 2014 WD104
- (603037) 2014 WW116
- (603038) 2014 WD117
- (603039) 2014 WV122
- (603040) 2014 WL123
- (603041) 2014 WV124
- (603042) 2014 WK138
- (603043) 2014 WR145
- (603044) 2014 WY148
- (603045) 2014 WZ149
- (603046) 2014 WS150
- (603047) 2014 WA153
- (603048) 2014 WB164
- (603049) 2014 WQ169
- (603050) 2014 WF170
- (603051) 2014 WO172
- (603052) 2014 WH175
- (603053) 2014 WP178
- (603054) 2014 WX180
- (603055) 2014 WO182
- (603056) 2014 WQ183
- (603057) 2014 WN187
- (603058) 2014 WU190
- (603059) 2014 WU197
- (603060) 2014 WT214
- (603061) 2014 WC218
- (603062) 2014 WS223
- (603063) 2014 WW224
- (603064) 2014 WU228
- (603065) 2014 WS230
- (603066) 2014 WH232
- (603067) 2014 WC242
- (603068) 2014 WX253
- (603069) 2014 WH259
- (603070) 2014 WL263
- (603071) 2014 WY285
- (603072) 2014 WU303
- (603073) 2014 WD307
- (603074) 2014 WH313
- (603075) 2014 WB328
- (603076) 2014 WQ334
- (603077) 2014 WE358
- (603078) 2014 WE359
- (603079) 2014 WB360
- (603080) 2014 WS374
- (603081) 2014 WQ387
- (603082) 2014 WV389
- (603083) 2014 WW396
- (603084) 2014 WS402
- (603085) 2014 WY404
- (603086) 2014 WJ405
- (603087) 2014 WM405
- (603088) 2014 WC419
- (603089) 2014 WP425
- (603090) 2014 WN434
- (603091) 2014 WP440
- (603092) 2014 WX442
- (603093) 2014 WW443
- (603094) 2014 WB445
- (603095) 2014 WE452
- (603096) 2014 WJ458
- (603097) 2014 WN459
- (603098) 2014 WV459
- (603099) 2014 WQ466
- (603100) 2014 WE469
- (603101) 2014 WL482
- (603102) 2014 WZ484
- (603103) 2014 WT489
- (603104) 2014 WO494
- (603105) 2014 WJ505
- (603106) 2014 WT506
- (603107) 2014 WO507
- (603108) 2014 WB509
- (603109) 2014 WK521
- (603110) 2014 WS526
- (603111) 2014 WN537
- (603112) 2014 WS538
- (603113) 2014 WT544
- (603114) 2014 WC565
- (603115) 2014 WW579
- (603116) 2014 WY588
- (603117) 2014 WG595
- (603118) 2014 WB596
- (603119) 2014 WN596
- (603120) 2014 WQ596
- (603121) 2014 XP
- (603122) 2014 XQ
- (603123) 2014 XR1
- (603124) 2014 XR5
- (603125) 2014 XZ17
- (603126) 2014 XN18
- (603127) 2014 XM19
- (603128) 2014 XP20
- (603129) 2014 XZ20
- (603130) 2014 XQ22
- (603131) 2014 XN24
- (603132) 2014 XJ25
- (603133) 2014 XC30
- (603134) 2014 XD30
- (603135) 2014 XE30
- (603136) 2014 XC33
- (603137) 2014 XA41
- (603138) 2014 XN42
- (603139) 2014 YA2
- (603140) 2014 YY4
- (603141) 2014 YU8
- (603142) 2014 YA16
- (603143) 2014 YP17
- (603144) 2014 YM20
- (603145) 2014 YY24
- (603146) 2014 YS26
- (603147) 2014 YY29
- (603148) 2014 YH38
- (603149) 2014 YK40
- (603150) 2014 YT46
- (603151) 2014 YV46
- (603152) 2014 YX54
- (603153) 2014 YU57
- (603154) 2014 YV61
- (603155) 2014 YS62
- (603156) 2014 YD65
- (603157) 2014 YV66
- (603158) 2014 YC80
- (603159) 2014 YY89
- (603160) 2014 YZ89
- (603161) 2015 AA1
- (603162) 2015 AB14
- (603163) 2015 AO15
- (603164) 2015 AT16
- (603165) 2015 AR19
- (603166) 2015 AM24
- (603167) 2015 AX25
- (603168) 2015 AA27
- (603169) 2015 AH32
- (603170) 2015 AM32
- (603171) 2015 AF35
- (603172) 2015 AM40
- (603173) 2015 AV53
- (603174) 2015 AC58
- (603175) 2015 AN62
- (603176) 2015 AH64
- (603177) 2015 AH68
- (603178) 2015 AN72
- (603179) 2015 AX75
- (603180) 2015 AZ78
- (603181) 2015 AT79
- (603182) 2015 AJ85
- (603183) 2015 AY86
- (603184) 2015 AS87
- (603185) 2015 AX94
- (603186) 2015 AX110
- (603187) 2015 AM114
- (603188) 2015 AY116
- (603189) 2015 AM139
- (603190) 2015 AO147
- (603191) 2015 AJ156
- (603192) 2015 AY161
- (603193) 2015 AN164
- (603194) 2015 AO168
- (603195) 2015 AL177
- (603196) 2015 AS182
- (603197) 2015 AG183
- (603198) 2015 AP186
- (603199) 2015 AT194
- (603200) Yuchichung
- (603201) 2015 AV213
- (603202) 2015 AX218
- (603203) 2015 AB230
- (603204) 2015 AS232
- (603205) 2015 AE242
- (603206) 2015 AJ243
- (603207) 2015 AJ244
- (603208) 2015 AP245
- (603209) 2015 AV256
- (603210) 2015 AY258
- (603211) 2015 AL259
- (603212) 2015 AS261
- (603213) 2015 AG262
- (603214) 2015 AR281
- (603215) 2015 AW292
- (603216) 2015 AN299
- (603217) 2015 BT6
- (603218) 2015 BM9
- (603219) 2015 BF11
- (603220) 2015 BF13
- (603221) 2015 BB17
- (603222) 2015 BW20
- (603223) 2015 BA21
- (603224) 2015 BK22
- (603225) 2015 BR22
- (603226) 2015 BC23
- (603227) 2015 BZ24
- (603228) 2015 BE25
- (603229) 2015 BY26
- (603230) 2015 BO31
- (603231) 2015 BW31
- (603232) 2015 BG32
- (603233) 2015 BN32
- (603234) 2015 BP34
- (603235) 2015 BR36
- (603236) 2015 BX36
- (603237) 2015 BD42
- (603238) 2015 BT42
- (603239) 2015 BB44
- (603240) 2015 BF45
- (603241) 2015 BJ45
- (603242) 2015 BS46
- (603243) 2015 BU59
- (603244) 2015 BM61
- (603245) 2015 BB62
- (603246) 2015 BZ64
- (603247) 2015 BM67
- (603248) 2015 BS69
- (603249) 2015 BD75
- (603250) 2015 BA78
- (603251) 2015 BL88
- (603252) 2015 BM91
- (603253) 2015 BP91
- (603254) 2015 BV93
- (603255) 2015 BQ99
- (603256) 2015 BV106
- (603257) 2015 BE107
- (603258) 2015 BL107
- (603259) 2015 BM107
- (603260) Jónáskároly
- (603261) 2015 BW118
- (603262) 2015 BT123
- (603263) 2015 BD126
- (603264) 2015 BM131
- (603265) 2015 BK134
- (603266) 2015 BU141
- (603267) 2015 BM146
- (603268) 2015 BN147
- (603269) 2015 BU147
- (603270) 2015 BG148
- (603271) 2015 BO150
- (603272) 2015 BJ153
- (603273) 2015 BZ158
- (603274) 2015 BY165
- (603275) 2015 BZ165
- (603276) 2015 BC191
- (603277) 2015 BL194
- (603278) 2015 BO202
- (603279) 2015 BV206
- (603280) 2015 BY208
- (603281) 2015 BX214
- (603282) 2015 BL217
- (603283) 2015 BG219
- (603284) 2015 BK222
- (603285) 2015 BS223
- (603286) 2015 BD224
- (603287) 2015 BQ224
- (603288) 2015 BB226
- (603289) 2015 BD229
- (603290) 2015 BA237
- (603291) 2015 BX241
- (603292) 2015 BS244
- (603293) 2015 BH248
- (603294) 2015 BK250
- (603295) 2015 BD252
- (603296) 2015 BP255
- (603297) 2015 BB257
- (603298) 2015 BD260
- (603299) 2015 BX261
- (603300) 2015 BH265
- (603301) 2015 BC267
- (603302) 2015 BV288
- (603303) 2015 BV294
- (603304) 2015 BU300
- (603305) 2015 BA302
- (603306) 2015 BH309
- (603307) 2015 BU309
- (603308) 2015 BZ309
- (603309) 2015 BJ317
- (603310) 2015 BL317
- (603311) 2015 BV326
- (603312) 2015 BH333
- (603313) 2015 BH337
- (603314) 2015 BK339
- (603315) 2015 BF340
- (603316) 2015 BM342
- (603317) 2015 BH345
- (603318) 2015 BP348
- (603319) 2015 BJ352
- (603320) 2015 BU355
- (603321) 2015 BZ355
- (603322) 2015 BM357
- (603323) 2015 BR358
- (603324) 2015 BJ371
- (603325) 2015 BT371
- (603326) 2015 BU378
- (603327) 2015 BC393
- (603328) 2015 BM396
- (603329) 2015 BN415
- (603330) 2015 BV420
- (603331) 2015 BK422
- (603332) 2015 BF433
- (603333) 2015 BS437
- (603334) 2015 BW439
- (603335) 2015 BT441
- (603336) 2015 BV445
- (603337) 2015 BA449
- (603338) 2015 BS449
- (603339) 2015 BY460
- (603340) 2015 BB472
- (603341) 2015 BA474
- (603342) 2015 BP477
- (603343) 2015 BH479
- (603344) 2015 BK484
- (603345) 2015 BL484
- (603346) 2015 BS491
- (603347) 2015 BT492
- (603348) 2015 BO500
- (603349) 2015 BU504
- (603350) 2015 BB509
- (603351) 2015 BN511
- (603352) 2015 BW515
- (603353) 2015 BR520
- (603354) 2015 BE531
- (603355) 2015 BC532
- (603356) 2015 BR535
- (603357) 2015 BU539
- (603358) 2015 BL542
- (603359) 2015 BN547
- (603360) 2015 BF549
- (603361) 2015 BZ551
- (603362) 2015 BQ556
- (603363) 2015 BK565
- (603364) 2015 BR566
- (603365) 2015 BV568
- (603366) 2015 BP569
- (603367) 2015 BV569
- (603368) 2015 BA579
- (603369) 2015 BZ585
- (603370) 2015 BG590
- (603371) 2015 BH590
- (603372) 2015 BE597
- (603373) 2015 BH603
- (603374) 2015 BM604
- (603375) 2015 BE608
- (603376) 2015 CD2
- (603377) 2015 CB5
- (603378) 2015 CW7
- (603379) 2015 CU12
- (603380) Dorisbrougham
- (603381) 2015 CP17
- (603382) 2015 CY17
- (603383) 2015 CR19
- (603384) 2015 CB20
- (603385) 2015 CT23
- (603386) 2015 CO26
- (603387) 2015 CU28
- (603388) 2015 CJ29
- (603389) 2015 CA30
- (603390) 2015 CV31
- (603391) 2015 CH37
- (603392) 2015 CH47
- (603393) 2015 CW48
- (603394) 2015 CD50
- (603395) 2015 CY51
- (603396) 2015 CB54
- (603397) 2015 CP55
- (603398) 2015 CW55
- (603399) 2015 CU57
- (603400) 2015 CM59
- (603401) 2015 CE60
- (603402) 2015 CQ60
- (603403) 2015 CU62
- (603404) 2015 CU65
- (603405) 2015 CZ69
- (603406) 2015 CB74
- (603407) 2015 DA
- (603408) 2015 DJ
- (603409) 2015 DJ6
- (603410) 2015 DE7
- (603411) 2015 DJ10
- (603412) 2015 DK12
- (603413) 2015 DK13
- (603414) 2015 DS14
- (603415) 2015 DU22
- (603416) 2015 DK23
- (603417) 2015 DP23
- (603418) 2015 DC26
- (603419) 2015 DB30
- (603420) 2015 DF31
- (603421) 2015 DS32
- (603422) 2015 DV34
- (603423) 2015 DC39
- (603424) 2015 DF39
- (603425) 2015 DB40
- (603426) 2015 DE46
- (603427) 2015 DA47
- (603428) 2015 DN49
- (603429) 2015 DZ49
- (603430) 2015 DF51
- (603431) 2015 DR52
- (603432) 2015 DN56
- (603433) 2015 DU58
- (603434) 2015 DJ62
- (603435) 2015 DF63
- (603436) 2015 DB68
- (603437) 2015 DX68
- (603438) 2015 DZ68
- (603439) 2015 DN69
- (603440) 2015 DH70
- (603441) 2015 DO71
- (603442) 2015 DS72
- (603443) 2015 DN73
- (603444) 2015 DC75
- (603445) 2015 DE77
- (603446) 2015 DN78
- (603447) 2015 DC81
- (603448) 2015 DK84
- (603449) 2015 DT84
- (603450) 2015 DZ84
- (603451) 2015 DH85
- (603452) 2015 DL92
- (603453) 2015 DV92
- (603454) 2015 DN93
- (603455) 2015 DE96
- (603456) 2015 DR97
- (603457) 2015 DB101
- (603458) 2015 DC102
- (603459) 2015 DP108
- (603460) 2015 DU112
- (603461) 2015 DX116
- (603462) 2015 DS118
- (603463) 2015 DQ120
- (603464) 2015 DO121
- (603465) 2015 DD124
- (603466) 2015 DK124
- (603467) 2015 DR125
- (603468) 2015 DZ125
- (603469) 2015 DQ126
- (603470) 2015 DO127
- (603471) 2015 DD130
- (603472) 2015 DY130
- (603473) 2015 DM133
- (603474) 2015 DQ134
- (603475) 2015 DD138
- (603476) 2015 DQ138
- (603477) 2015 DO145
- (603478) 2015 DE148
- (603479) 2015 DB150
- (603480) 2015 DR152
- (603481) 2015 DJ154
- (603482) 2015 DY157
- (603483) 2015 DE158
- (603484) 2015 DO158
- (603485) 2015 DP158
- (603486) 2015 DN160
- (603487) 2015 DL161
- (603488) 2015 DE162
- (603489) 2015 DP164
- (603490) 2015 DH165
- (603491) 2015 DP166
- (603492) 2015 DG168
- (603493) 2015 DB170
- (603494) 2015 DB171
- (603495) 2015 DG173
- (603496) 2015 DJ178
- (603497) 2015 DV181
- (603498) 2015 DX185
- (603499) 2015 DE192
- (603500) 2015 DA196
- (603501) 2015 DM196
- (603502) 2015 DF197
- (603503) 2015 DU204
- (603504) 2015 DC207
- (603505) 2015 DE208
- (603506) 2015 DB209
- (603507) 2015 DG209
- (603508) 2015 DM209
- (603509) 2015 DF211
- (603510) 2015 DW211
- (603511) 2015 DD212
- (603512) 2015 DQ213
- (603513) 2015 DW213
- (603514) 2015 DZ214
- (603515) 2015 DV219
- (603516) 2015 DZ224
- (603517) 2015 DD230
- (603518) 2015 DZ232
- (603519) 2015 DV234
- (603520) 2015 DM237
- (603521) 2015 DU243
- (603522) 2015 DN250
- (603523) 2015 DJ259
- (603524) 2015 DZ264
- (603525) 2015 DL265
- (603526) 2015 DF269
- (603527) 2015 DM269
- (603528) 2015 DW270
- (603529) 2015 DX270
- (603530) 2015 DX280
- (603531) 2015 DM292
- (603532) 2015 DP294
- (603533) 2015 ES1
- (603534) 2015 EH5
- (603535) 2015 EH7
- (603536) 2015 EX7
- (603537) 2015 EB8
- (603538) 2015 EQ10
- (603539) 2015 ES10
- (603540) 2015 EW13
- (603541) 2015 ER24
- (603542) 2015 ER29
- (603543) 2015 EC35
- (603544) 2015 EX35
- (603545) 2015 EN49
- (603546) 2015 EC57
- (603547) 2015 EH57
- (603548) 2015 EX57
- (603549) 2015 EN63
- (603550) 2015 EY64
- (603551) 2015 EN66
- (603552) 2015 EY67
- (603553) 2015 ET68
- (603554) 2015 EJ73
- (603555) 2015 EK74
- (603556) 2015 ER74
- (603557) 2015 EF76
- (603558) 2015 FA
- (603559) 2015 FB5
- (603560) 2015 FV15
- (603561) 2015 FD19
- (603562) 2015 FR21
- (603563) 2015 FB24
- (603564) 2015 FK24
- (603565) 2015 FE27
- (603566) 2015 FM39
- (603567) 2015 FV39
- (603568) 2015 FO41
- (603569) 2015 FJ42
- (603570) 2015 FY42
- (603571) 2015 FJ47
- (603572) 2015 FO48
- (603573) 2015 FV51
- (603574) 2015 FZ51
- (603575) 2015 FL53
- (603576) 2015 FR54
- (603577) 2015 FN57
- (603578) 2015 FV63
- (603579) 2015 FL65
- (603580) 2015 FE70
- (603581) 2015 FF71
- (603582) 2015 FT72
- (603583) 2015 FL73
- (603584) 2015 FJ74
- (603585) 2015 FE75
- (603586) 2015 FW75
- (603587) 2015 FX75
- (603588) 2015 FD78
- (603589) 2015 FJ78
- (603590) 2015 FN78
- (603591) 2015 FV79
- (603592) 2015 FE81
- (603593) 2015 FJ84
- (603594) 2015 FV90
- (603595) 2015 FH94
- (603596) 2015 FX95
- (603597) 2015 FM102
- (603598) 2015 FW102
- (603599) 2015 FD107
- (603600) 2015 FE112
- (603601) 2015 FM114
- (603602) 2015 FA115
- (603603) 2015 FR115
- (603604) 2015 FS115
- (603605) 2015 FE116
- (603606) 2015 FR118
- (603607) 2015 FB119
- (603608) 2015 FC119
- (603609) 2015 FG119
- (603610) 2015 FY119
- (603611) 2015 FJ122
- (603612) 2015 FO123
- (603613) 2015 FR127
- (603614) 2015 FZ134
- (603615) 2015 FF135
- (603616) 2015 FX137
- (603617) 2015 FJ139
- (603618) 2015 FP141
- (603619) 2015 FS145
- (603620) 2015 FS146
- (603621) 2015 FK148
- (603622) 2015 FL149
- (603623) 2015 FO151
- (603624) 2015 FR151
- (603625) 2015 FX152
- (603626) 2015 FL154
- (603627) 2015 FN155
- (603628) 2015 FW155
- (603629) 2015 FZ155
- (603630) 2015 FC159
- (603631) 2015 FM162
- (603632) 2015 FB165
- (603633) 2015 FO165
- (603634) 2015 FA167
- (603635) 2015 FH167
- (603636) 2015 FP169
- (603637) 2015 FY173
- (603638) 2015 FE174
- (603639) 2015 FM176
- (603640) 2015 FY176
- (603641) 2015 FH178
- (603642) 2015 FV179
- (603643) 2015 FX179
- (603644) 2015 FL180
- (603645) 2015 FA186
- (603646) 2015 FK187
- (603647) 2015 FP188
- (603648) 2015 FR191
- (603649) 2015 FE194
- (603650) 2015 FB197
- (603651) 2015 FJ197
- (603652) 2015 FC198
- (603653) 2015 FP199
- (603654) 2015 FE200
- (603655) 2015 FB201
- (603656) 2015 FU202
- (603657) 2015 FU204
- (603658) 2015 FH205
- (603659) 2015 FF207
- (603660) 2015 FF208
- (603661) 2015 FV213
- (603662) 2015 FW215
- (603663) 2015 FS217
- (603664) 2015 FQ218
- (603665) 2015 FH220
- (603666) 2015 FB224
- (603667) 2015 FA226
- (603668) 2015 FY228
- (603669) 2015 FM237
- (603670) 2015 FA240
- (603671) 2015 FJ240
- (603672) 2015 FS242
- (603673) 2015 FY243
- (603674) 2015 FQ244
- (603675) 2015 FK245
- (603676) 2015 FS257
- (603677) 2015 FE261
- (603678) 2015 FJ261
- (603679) 2015 FW263
- (603680) 2015 FC264
- (603681) 2015 FE264
- (603682) 2015 FB265
- (603683) 2015 FO265
- (603684) 2015 FE270
- (603685) 2015 FQ273
- (603686) 2015 FR275
- (603687) 2015 FH276
- (603688) 2015 FU277
- (603689) 2015 FP280
- (603690) 2015 FZ280
- (603691) 2015 FN282
- (603692) 2015 FF283
- (603693) 2015 FW283
- (603694) 2015 FM286
- (603695) 2015 FC287
- (603696) 2015 FY293
- (603697) 2015 FN297
- (603698) 2015 FK298
- (603699) 2015 FA299
- (603700) 2015 FG299
- (603701) 2015 FQ299
- (603702) 2015 FL300
- (603703) 2015 FL302
- (603704) 2015 FH304
- (603705) 2015 FM304
- (603706) 2015 FN304
- (603707) 2015 FT304
- (603708) 2015 FV304
- (603709) 2015 FQ305
- (603710) 2015 FV308
- (603711) 2015 FY308
- (603712) 2015 FE310
- (603713) 2015 FD311
- (603714) 2015 FM311
- (603715) 2015 FP311
- (603716) 2015 FQ311
- (603717) 2015 FV313
- (603718) 2015 FK316
- (603719) 2015 FX316
- (603720) 2015 FN319
- (603721) 2015 FS320
- (603722) 2015 FB321
- (603723) 2015 FP323
- (603724) 2015 FG327
- (603725) 2015 FQ327
- (603726) 2015 FK329
- (603727) 2015 FD330
- (603728) 2015 FW333
- (603729) 2015 FO334
- (603730) 2015 FX335
- (603731) 2015 FZ335
- (603732) 2015 FE339
- (603733) 2015 FF340
- (603734) 2015 FT340
- (603735) 2015 FG342
- (603736) 2015 FN342
- (603737) 2015 FT343
- (603738) 2015 FG344
- (603739) 2015 FG347
- (603740) 2015 FN347
- (603741) 2015 FZ348
- (603742) 2015 FJ349
- (603743) 2015 FF354
- (603744) 2015 FL354
- (603745) 2015 FM356
- (603746) 2015 FL357
- (603747) 2015 FQ357
- (603748) 2015 FR357
- (603749) 2015 FD358
- (603750) 2015 FZ359
- (603751) 2015 FC360
- (603752) 2015 FH360
- (603753) 2015 FC361
- (603754) 2015 FJ362
- (603755) 2015 FJ363
- (603756) 2015 FD368
- (603757) 2015 FO374
- (603758) 2015 FP374
- (603759) 2015 FW375
- (603760) 2015 FZ382
- (603761) 2015 FQ384
- (603762) 2015 FT384
- (603763) 2015 FK386
- (603764) 2015 FA387
- (603765) 2015 FP392
- (603766) 2015 FK393
- (603767) 2015 FP393
- (603768) 2015 FQ393
- (603769) 2015 FR393
- (603770) 2015 FM396
- (603771) 2015 FZ401
- (603772) 2015 FN408
- (603773) 2015 FE409
- (603774) 2015 FV409
- (603775) 2015 FZ409
- (603776) 2015 FP410
- (603777) 2015 FC412
- (603778) 2015 FF412
- (603779) 2015 FF413
- (603780) 2015 FU413
- (603781) 2015 FN414
- (603782) 2015 FB415
- (603783) 2015 FM415
- (603784) 2015 FT416
- (603785) 2015 FP420
- (603786) 2015 FP421
- (603787) 2015 FU423
- (603788) 2015 FO424
- (603789) 2015 FN425
- (603790) 2015 FJ427
- (603791) 2015 FF431
- (603792) 2015 FZ432
- (603793) 2015 FA440
- (603794) 2015 FL441
- (603795) 2015 FA446
- (603796) 2015 FN447
- (603797) 2015 FR447
- (603798) 2015 FL449
- (603799) 2015 FF450
- (603800) 2015 FM450
- (603801) 2015 GU6
- (603802) 2015 GO7
- (603803) 2015 GW7
- (603804) 2015 GT8
- (603805) 2015 GV8
- (603806) 2015 GY8
- (603807) 2015 GG11
- (603808) 2015 GM11
- (603809) 2015 GN13
- (603810) 2015 GW13
- (603811) 2015 GH16
- (603812) 2015 GP19
- (603813) 2015 GY20
- (603814) 2015 GX22
- (603815) 2015 GG24
- (603816) 2015 GD25
- (603817) 2015 GY26
- (603818) 2015 GO27
- (603819) 2015 GW30
- (603820) 2015 GD33
- (603821) 2015 GL33
- (603822) 2015 GT35
- (603823) 2015 GV35
- (603824) 2015 GP36
- (603825) 2015 GX38
- (603826) 2015 GS41
- (603827) 2015 GC44
- (603828) 2015 GE47
- (603829) 2015 GK47
- (603830) 2015 GZ50
- (603831) 2015 GT51
- (603832) 2015 GB52
- (603833) 2015 GD52
- (603834) 2015 GT59
- (603835) 2015 GT63
- (603836) 2015 GA65
- (603837) 2015 HL
- (603838) 2015 HB2
- (603839) 2015 HC3
- (603840) 2015 HO5
- (603841) 2015 HZ10
- (603842) 2015 HC14
- (603843) 2015 HF17
- (603844) 2015 HO18
- (603845) 2015 HM21
- (603846) 2015 HR21
- (603847) 2015 HK25
- (603848) 2015 HE26
- (603849) 2015 HK26
- (603850) 2015 HT26
- (603851) 2015 HL27
- (603852) 2015 HT27
- (603853) 2015 HG29
- (603854) 2015 HD30
- (603855) 2015 HW32
- (603856) 2015 HL34
- (603857) 2015 HG35
- (603858) 2015 HN35
- (603859) 2015 HC37
- (603860) 2015 HF37
- (603861) 2015 HW38
- (603862) 2015 HA39
- (603863) 2015 HY40
- (603864) 2015 HZ42
- (603865) 2015 HH43
- (603866) 2015 HH44
- (603867) 2015 HZ45
- (603868) 2015 HJ47
- (603869) 2015 HZ49
- (603870) 2015 HX50
- (603871) 2015 HE52
- (603872) 2015 HV56
- (603873) 2015 HS57
- (603874) 2015 HC58
- (603875) 2015 HH60
- (603876) 2015 HC61
- (603877) 2015 HJ61
- (603878) 2015 HZ61
- (603879) 2015 HC63
- (603880) 2015 HE63
- (603881) 2015 HR63
- (603882) 2015 HX63
- (603883) 2015 HJ64
- (603884) 2015 HN64
- (603885) 2015 HC65
- (603886) 2015 HR66
- (603887) 2015 HY66
- (603888) 2015 HT68
- (603889) 2015 HN69
- (603890) 2015 HP69
- (603891) 2015 HR73
- (603892) 2015 HU75
- (603893) 2015 HA77
- (603894) 2015 HJ78
- (603895) 2015 HN79
- (603896) 2015 HF81
- (603897) 2015 HY81
- (603898) 2015 HE82
- (603899) 2015 HM82
- (603900) 2015 HX83
- (603901) 2015 HT86
- (603902) 2015 HL88
- (603903) 2015 HJ90
- (603904) 2015 HN90
- (603905) 2015 HM92
- (603906) 2015 HZ92
- (603907) 2015 HK93
- (603908) 2015 HF96
- (603909) 2015 HN96
- (603910) 2015 HS96
- (603911) 2015 HV96
- (603912) 2015 HX99
- (603913) 2015 HS101
- (603914) 2015 HO106
- (603915) 2015 HW106
- (603916) 2015 HY110
- (603917) 2015 HB112
- (603918) 2015 HY112
- (603919) 2015 HD114
- (603920) 2015 HH115
- (603921) 2015 HL115
- (603922) 2015 HN115
- (603923) 2015 HG116
- (603924) 2015 HY119
- (603925) 2015 HV122
- (603926) 2015 HH124
- (603927) 2015 HC126
- (603928) 2015 HG126
- (603929) 2015 HA127
- (603930) 2015 HH127
- (603931) 2015 HA129
- (603932) 2015 HF129
- (603933) 2015 HE130
- (603934) 2015 HP131
- (603935) 2015 HN132
- (603936) 2015 HR136
- (603937) 2015 HE138
- (603938) 2015 HZ138
- (603939) 2015 HE140
- (603940) 2015 HB141
- (603941) 2015 HK143
- (603942) 2015 HF145
- (603943) 2015 HL145
- (603944) 2015 HP146
- (603945) 2015 HB147
- (603946) 2015 HA149
- (603947) 2015 HC149
- (603948) 2015 HG150
- (603949) 2015 HQ150
- (603950) 2015 HA151
- (603951) 2015 HY156
- (603952) 2015 HM157
- (603953) 2015 HC158
- (603954) 2015 HJ160
- (603955) 2015 HB164
- (603956) 2015 HT164
- (603957) 2015 HT165
- (603958) 2015 HP169
- (603959) 2015 HH171
- (603960) 2015 HL173
- (603961) 2015 HT174
- (603962) 2015 HU174
- (603963) 2015 HY174
- (603964) 2015 HA175
- (603965) 2015 HA176
- (603966) 2015 HV176
- (603967) 2015 HJ177
- (603968) 2015 HQ178
- (603969) 2015 HW178
- (603970) 2015 HX178
- (603971) 2015 HW179
- (603972) 2015 HM183
- (603973) 2015 HV185
- (603974) 2015 HW185
- (603975) 2015 HG187
- (603976) 2015 HN188
- (603977) 2015 HQ189
- (603978) 2015 HF193
- (603979) 2015 HC194
- (603980) 2015 HY199
- (603981) 2015 HT203
- (603982) 2015 HX203
- (603983) 2015 HR211
- (603984) 2015 HL217
- (603985) 2015 HM220
- (603986) 2015 HG224
- (603987) 2015 JV3
- (603988) 2015 JS5
- (603989) 2015 JX5
- (603990) 2015 JG7
- (603991) 2015 JK11
- (603992) 2015 JZ11
- (603993) 2015 JX12
- (603994) 2015 JF14
- (603995) 2015 JV15
- (603996) 2015 JF16
- (603997) 2015 JO17
- (603998) 2015 KJ1
- (603999) 2015 KE2
- (604000) 2015 KO6